# Aleksandr Ponomariov
Aleksandr Ponomariov (en ruso: Александр Семёнович Пономарёв; en ucraniano: Олександр Семeнович Пономарьов 23 de abril de 1918 – 7 de junio de 1973) fue un jugador y entrenador de fútbol soviético-ucraniano. Desarrolló gran parte de su carrera en el Traktor Stalingrad y en el Torpedo Moscú, y es el segundo máximo goleador histórico de la liga soviética.

## Carrera profesional
Ponomariov nació en la ciudad ucraniana de Jórlivka y comenzó su carrera en el Ugolshchiki Stalino (el actual Shakhtar Donetsk), equipo en el que se retiró al final de su carrera. Sin embargo, la gran mayoría de su trayectoria la realizó en equipos rusos, el Traktor Stalingrad y en el Torpedo Moscú. Anotó un total de 153 goles en la liga soviética, el segundo máximo goleador histórico sólo superado por Oleg Blokhin, y fue el máximo anotador de la temporada 1946. Pese a ello, Ponomariov nunca fue internacional con la selección de la Unión Soviética.
Tras su carrera como futbolista comenzó a dirigir a varios equipos de la primera división soviética. Fue seleccionador del equipo nacional de la Unión Soviética en 1972, llevando al equipo al subcampeonato en la UEFA Euro 1972, y una medalla de bronce en los Juegos Olímpicos de 1972, sus grandes logros como entrenador junto a un campeonato de liga dirigiendo al Dinamo Moscú en 1963.
Murió por los efectos de las úlceras gástricas en un hospital de Moscú a los 55 años de edad. Fue enterrado en el cementerio Vagankovsky de Moscú.